# Villeromain
Villeromain – miejscowość i gmina we Francji, w Regionie Centralnym, w departamencie Loir-et-Cher.
Według danych na rok 1990 gminę zamieszkiwało 211 osób, a gęstość zaludnienia wynosiła 16 osób/km² (wśród 1842 gmin Regionu Centralnego Villeromain plasuje się na 928. miejscu pod względem liczby ludności, natomiast pod względem powierzchni na miejscu 977.).